# Tour de Langkawi 2023
27. ročník etapového cyklistického závodu Tour de Langkawi (oficiálně Petronas Le Tour de Langkawi) se konal mezi 23. a 30. září 2023 v Malajsii. Celkovým vítězem se stal Brit Simon Carr z týmu EF Education–EasyPost. Na druhém a třetím místě se umístili Ekvádorec Jefferson Alexander Cepeda (EF Education–EasyPost) a Španěl Pablo Castrillo (Equipo Kern Pharma). Závod byl součástí UCI ProSeries 2023 na úrovni 2.Pro.
Původně byl tento závod v červenci 2023 odebrán ze závodního kalendáře poté, co UCI obdržela stížnosti od týmů, které nedostaly zaplaceno za letenky a účast v minulém ročníku. Viceprezident Malajské cyklistické federace Datuk Amarjit Singh Gill řekl, že se závod uskuteční v původním termínu a že se o situaci více dozví na zasedání UCI v srpnu. V srpnu 2023 UCI odsouhlasila návrat závodu do závodního kalendáře. Zároveň s tím slíbila Národní sportovní rada provést změny v procesu plateb účastníkům počínaje tímto ročníkem.

## Týmy
Závodu se zúčastnilo 2 z 18 UCI WorldTeamů, 8 UCI ProTeamů, 11 UCI Continental týmy a malajský národní tým. Všechny týmy nastoupily na start s šesti závodníky kromě týmů Hengxiang Cycling Team a JCL Team Ukyo s pěti jezdci a Giant Cycling Team s čtyřmi jezdci. Závod tak odstartovalo 128 jezdců. Do cíle v Kuala Lumpur dojelo 109 z nich.
UCI WorldTeamy
- Astana Qazaqstan Team
- EF Education–EasyPost

UCI ProTeamy
- Bolton Equities Black Spoke
- Caja Rural–Seguros RGA
- Equipo Kern Pharma
- Euskaltel–Euskadi
- Green Project–Bardiani–CSF–Faizanè
- Human Powered Health
- Team Corratec–Selle Italia
- Tudor Pro Cycling Team

UCI Continental týmy
- 7 Eleven–Cliqq–air21 by Roadbike Philippines
- Giant Cycling Team
- Hengxiang Cycling Team
- JCL Team Ukyo
- KSPO Professional
- Li-Ning Star Cycling Team
- Nusantara Cycling Team
- Roojai Online Insurance
- St George Continental Cycling Team
- Terengganu Polygon Cycling Team
- Thailand Continental Cycling Team

Národní týmy
- Malajsie

## Trasa a etapy
| Etapa         | Datum         | Trasa                          | Vzdálenost | Typ       | Typ            | Vítěz                 |
| ------------- | ------------- | ------------------------------ | ---------- | --------- | -------------- | --------------------- |
| 1             | 23. září      | Kerteh – Kuala Terengganu      | 187,4 km   |           | Rovinatá etapa | Arvid de Kleijn (NED) |
| 2             | 24. září      | Kuala Terengganu – Kota Bharu  | 186,2 km   |           | Rovinatá etapa | Gleb Syrica           |
| 3             | 25. září      | Jeli – Baling                  | 183,1 km   |           | Zvlněná etapa  | George Jackson (NZL)  |
| 4             | 26. září      | Bukit Mertajam – Meru Raya     | 140,2 km   |           | Rovinatá etapa | Daniel Babor (CZE)    |
| 5             | 27. září      | Slim River – Genting Highlands | 126,4 km   |           | Horská etapa   | Simon Carr (GBR)      |
| 6             | 28. září      | Karak – Malacca                | 174,5 km   |           | Rovinatá etapa | Arvid de Kleijn (NED) |
| 7             | 29. září      | Muar – Seremban                | 123,8 km   |           | Rovinatá etapa | Sasha Weemaes (BEL)   |
| 8             | 30. září      | Setia Alam – Kuala Lumpur      | 156,5 km   |           | Rovinatá etapa | Gleb Syrica           |
| Celková délka | Celková délka | Celková délka                  | 1278,1 km  | 1278,1 km | 1278,1 km      | 1278,1 km             |

## Průběžné pořadí
| Etapa          | Vítěz           | Celkové pořadí    | Bodovací soutěž | Vrchařská soutěž             | Soutěž asijských jezdců | Soutěž týmů                        | Cena bojovnosti         |
| -------------- | --------------- | ----------------- | --------------- | ---------------------------- | ----------------------- | ---------------------------------- | ----------------------- |
| 1              | Arvid de Kleijn | Arvid de Kleijn   | Arvid de Kleijn | Nur Aiman Mohd Zariff        | Batsaikhany Tegshbayar  | Malajsie                           | Batsaikhany Tegshbayar  |
| 2              | Gleb Syrica     | Arvid de Kleijn   | Arvid de Kleijn | Nur Amirul Fakhruddin Mazuki | Batsaikhany Tegshbayar  | Green Project–Bardiani–CSF–Faizanè | Calum Johnston          |
| 3              | George Jackson  | Enrico Zanoncello | Arvid de Kleijn | Simon Pellaud                | Nur Aiman Rosli         | Green Project–Bardiani–CSF–Faizanè | Simon Carr              |
| 4              | Daniel Babor    | George Jackson    | Arvid de Kleijn | Simon Pellaud                | Ratchanon Yaowarat      | Green Project–Bardiani–CSF–Faizanè | Giulio Masotto          |
| 5              | Simon Carr      | Simon Carr        | Arvid de Kleijn | Simon Pellaud                | Vadim Pronskij          | EF Education–EasyPost              | Simon Pellaud           |
| 6              | Arvid de Kleijn | Simon Carr        | Arvid de Kleijn | Simon Pellaud                | Vadim Pronskij          | EF Education–EasyPost              | Jambaljamts Sainbayaryn |
| 7              | Sasha Weemaes   | Simon Carr        | Arvid de Kleijn | Simon Pellaud                | Vadim Pronskij          | EF Education–EasyPost              | Masaki Yamamoto         |
| 8              | Gleb Syrica     | Simon Carr        | Arvid de Kleijn | Simon Pellaud                | Vadim Pronskij          | EF Education–EasyPost              | Simon Pellaud           |
| Konečné pořadí | Konečné pořadí  | Simon Carr        | Arvid de Kleijn | Simon Pellaud                | Vadim Pronskij          | EF Education–EasyPost              | neuděleno               |

## Konečné pořadí
| Legenda | Legenda                          | Legenda | Legenda                                 |
| ------- | -------------------------------- | ------- | --------------------------------------- |
|         | Označuje lídra celkového pořadí  |         | Označuje lídra bodovací soutěže         |
|         | Označuje lídra vrchařské soutěže |         | Označuje lídra soutěže asijských jezdců |

### Celkové pořadí
| Pořadí | Jezdec                           | Tým                     | Čas         |
| ------ | -------------------------------- | ----------------------- | ----------- |
| 1      | Simon Carr (GBR)                 | EF Education–EasyPost   | 29h 17' 41" |
| 2      | Jefferson Alexander Cepeda (ECU) | EF Education–EasyPost   | + 49"       |
| 3      | Pablo Castrillo (ESP)            | Equipo Kern Pharma      | + 58"       |
| 4      | Joan Bou (ESP)                   | Euskaltel–Euskadi       | + 1' 07"    |
| 5      | Vadim Pronskij (KAZ)             | Astana Qazaqstan Team   | + 1' 15"    |
| 6      | Paul Double (GBR)                | Human Powered Health    | + 1' 29"    |
| 7      | Adne van Engelen (NED)           | Roojai Online Insurance | + 1' 34"    |
| 8      | Jon Agirre (ESP)                 | Equipo Kern Pharma      | + 1' 39"    |
| 9      | Jokin Murguialday (ESP)          | Caja Rural–Seguros RGA  | + 1' 40"    |
| 10     | Harold Martín López (ECU)        | Astana Qazaqstan Team   | + 2' 03"    |

### Bodovací soutěž
| Pořadí | Jezdec                         | Tým                                | Body |
| ------ | ------------------------------ | ---------------------------------- | ---- |
| 1      | Arvid de Kleijn (NED)          | Tudor Pro Cycling Team             | 72   |
| 2      | Gleb Syrica                    | Astana Qazaqstan Team              | 58   |
| 3      | Sasha Weemaes (BEL)            | Human Powered Health               | 55   |
| 4      | Enrico Zanoncello (ITA)        | Green Project–Bardiani–CSF–Faizanè | 45   |
| 5      | Daniel Babor (CZE)             | Caja Rural–Seguros RGA             | 40   |
| 6      | George Jackson (NZL)           | Bolton Equities Black Spoke        | 34   |
| 7      | Lorenzo Conforti (ITA)         | Green Project–Bardiani–CSF–Faizanè | 19   |
| 8      | Jambaljamts Sainbayar (MGL)    | Terengganu Polygon Cycling Team    | 15   |
| 9      | Attilio Viviani (ITA)          | Team Corratec–Selle Italia         | 15   |
| 10     | Muhammad Nur Aiman Rosli (MAS) | Malajsie                           | 14   |

### Vrchařská soutěž
| Pořadí | Jezdec                           | Tým                                | Body |
| ------ | -------------------------------- | ---------------------------------- | ---- |
| 1      | Simon Pellaud (SUI)              | Tudor Pro Cycling Team             | 32   |
| 2      | Simon Carr (GBR)                 | EF Education–EasyPost              | 20   |
| 3      | Pablo Castrillo (ESP)            | Equipo Kern Pharma                 | 13   |
| 4      | Luca Covili (ITA)                | Green Project–Bardiani–CSF–Faizanè | 13   |
| 5      | Jefferson Alexander Cepeda (ECU) | EF Education–EasyPost              | 12   |
| 6      | Matteo Scalco (ITA)              | Green Project–Bardiani–CSF–Faizanè | 11   |
| 7      | Joan Bou (ESP)                   | Euskaltel–Euskadi                  | 8    |
| 8      | Paul Double (GBR)                | Human Powered Health               | 8    |
| 9      | Manuele Tarozzi (ITA)            | Green Project–Bardiani–CSF–Faizanè | 8    |
| 10     | Adne van Engelen (NED)           | Roojai Online Insurance            | 7    |

### Soutěž asijských jezdců
| Pořadí | Jezdec                                   | Tým                               | Body        |
| ------ | ---------------------------------------- | --------------------------------- | ----------- |
| 1      | Vadim Pronskij (KAZ)                     | Astana Qazaqstan Team             | 29h 18' 56" |
| 2      | Jambaljamts Sainbayar (MGL)              | Terengganu Polygon Cycling Team   | + 2' 04"    |
| 3      | Ariya Phounsavath (LAO)                  | Roojai Online Insurance           | + 4' 49"    |
| 4      | Thanakhan Chaiyasombat (THA)             | Thailand Continental Cycling Team | + 5' 33"    |
| 5      | Muhammad Nur Aiman Rosli (MAS)           | Malajsie                          | + 8' 01"    |
| 6      | Ťün-čchi Šao (CHN)                       | Li Ning Star                      | + 8' 35"    |
| 7      | Navuti Liphongyu (THA)                   | Thailand Continental Cycling Team | + 9' 22"    |
| 8      | Muhamad Nur Aiman Mohd Zariff (MAS)      | Terengganu Polygon Cycling Team   | + 12' 17"   |
| 9      | Muhammad Shaiful Adlan Mohd Shukri (MAS) | Malajsie                          | + 13' 48"   |
| 10     | Jung-ping Kao (CHN)                      | Hengxiang Cycling Team            | + 14' 48"   |

### Soutěž týmů
| Pořadí | Tým                                | Čas         |
| ------ | ---------------------------------- | ----------- |
| 1      | EF Education–EasyPost              | 87h 57' 01" |
| 2      | Euskaltel–Euskadi                  | + 2' 18"    |
| 3      | Equipo Kern Pharma                 | + 3' 43"    |
| 4      | Roojai Online Insurance            | + 11' 32"   |
| 5      | Caja Rural–Seguros RGA             | + 11' 46"   |
| 6      | Li Ning Star                       | + 19' 54"   |
| 7      | Green Project–Bardiani–CSF–Faizanè | + 21' 04"   |
| 8      | Human Powered Health               | + 24' 29"   |
| 9      | Team Corratec–Selle Italia         | + 25' 10"   |
| 10     | Thailand Continental Cycling Team  | + 25' 16"   |